# Liste der Bodendenkmale in Königsfeld (Sachsen)
In der Liste der Bodendenkmale in Königsfeld sind die Bodendenkmale der Gemeinde Königsfeld und ihrer Ortsteile nach dem Stand der Auflistung von Volkmar Geupel aus dem Jahr 1983 aufgelistet. Eventuelle Änderungen und Ergänzungen, insbesondere aus der Zeit nach der Wende, sind nicht berücksichtigt, da für Sachsen aktuell keine neueren allgemein zugänglichen Bodendenkmallisten vorliegen. Die Baudenkmale sind in der Liste der Kulturdenkmale in Königsfeld (Sachsen) aufgeführt.
| Denkmal-ID | Fundart            | Ortsteil | Bezeichnung                              | Zeitstellung    | Lage                                        | Bemerkungen                                                                                       | Bild |
| ---------- | ------------------ | -------- | ---------------------------------------- | --------------- | ------------------------------------------- | ------------------------------------------------------------------------------------------------- | ---- |
| ?          | Befestigung > Burg | Doberenz | Burgwall „Wetzensteinberg“, „Alter Wall“ | Slawenzeit?     | nordöstlich des Orts, Geländekuppe          | ovaler Burgwall in Gipfellage, umlaufender Wall (im Nordosten gestört), Schutz seit 31. März 1959 |      |
| ?          | besonderer Stein   | Seupahn  | Steinkreuzstumpf                         | Spätmittelalter | nordwestlicher Ortsausgang, Straßengabelung | Rest einer Ritzzeichnung (Schwert?), Schutz seit 29. Oktober 1963                                 |      |